# كاسبار ميميرنغ
كاسبار ميميرنغ (1 يونيو 1953

 في بوكهورست) (بالألمانية: Caspar Memering) لاعب كرة قدم ألماني معتزل كان يجيد اللعب في خط الوسط.
لعب ميميرنغ في أندية هامبورغ (1971-1982) بوردو (1982-1984) شالكه (1984-1986).
ساهم ميميرنغ في تتويج نادي هامبورغ ببطولة دوري الدرجة الأولى مرتين موسمي 1978/1979 و1981/1982 وببطولة كأس ألمانيا موسم 1975/1975 وببطولة كأس أبطال الكؤوس الأوروبي موسم 1976/1977.
شارك ميميرنغ مع منتخب ألمانيا الغربية في 3 مباريات دولية في الفترة من 1979 إلى 1980. تم استدعاء ميميرنغ للمشاركة في بطولة كأس الأمم الأوروبية لكرة القدم 1980 التي أقيمت في إيطاليا وتوج فيها منتخب ألمانيا الغربية بطلا بعد فوزه في المباراة النهائية على منتخب بلجيكا 2/1.

## مسيرته الكروية
لعب كاسبار ميميرنغ خلال مسيرته الاحترافية مع 3 أندية في أربعة عشر موسمًا وسجل خلالها 41 هدفًا ضمن 347 مباراة. حيث فاز في موسم واحد بالكأس وفي ثلاثة مواسم بالدوري.
خاض كاسبار ميميرنغ مسيرته مع نادي هامبورغ في موسم 1971–72 ليلعب معه أحد عشر موسمًا، مشاركًا في 303 مباراة سجل خلالها 38 هدفًا. ثم انتقل إلى نادي جيروندان بوردو في موسم 1982–83 ولمدة موسمين، حيث شارك في 27 مباراة سجل خلالها هدفين. لينتقل بعدها إلى نادي شالكه 04 في موسم 1984–85 لمدة موسم واحد، مشاركًا في 17 مباراة سجل خلالها هدفًا واحدًا.

## روابط خارجية
- كاسبار ميميرنغ على موقع الاتحاد الأوربي (الإنجليزية)
- كاسبار ميميرنغ على موقع قاعدة بيانات كرة القدم.إي يو (الإنجليزية)
- كاسبار ميميرنغ على موقع بيانات كرة القدم. دي إي (الألمانية)
- كاسبار ميميرنغ على موقع ناشيونال فوتبول تيمز (الإنجليزية)
- كاسبار ميميرنغ على موقع عالم كرة القدم.نت (الإنجليزية)